# Бук європейський (Немирівський район)
Бук європе́йський — ботанічна пам'ятка природи місцевого значення. Розташований на території Вороновицького лісництва (кв. 78 діл. 3). Оголошений відповідно до Рішення Вінницького облвиконкому від 22.06.1992 р. Охороняється цінний екземпляр бука європейського.